# Phaedrotoma pseudonitida
Phaedrotoma pseudonitida is een insect dat behoort tot de orde vliesvleugeligen (Hymenoptera) en de familie van de schildwespen (Braconidae). De wetenschappelijke naam van de soort werd voor het eerst geldig gepubliceerd door Fahringer in 1943.